# Coppa Mitropa 1962
La Coppa Mitropa 1962 fu la ventiduesima edizione del torneo e venne vinta dagli ungheresi del Vasas, alla terza vittoria nella competizione. Harald Nielsen con undici gol risulta il miglior marcatore del torneo.
A questa edizione rientrano le squadre di Jugoslavia e Ungheria ma non partecipano le squadre austriache

## Partecipanti
| Nazione                   | Squadra                                                                     | Campionato | Note                                       |
| ------------------------- | --------------------------------------------------------------------------- | --- | ------------------------------------------ |
| Cecoslovacchia (bandiera) | Baník Ostrava Spartak Hradec Králové Slovan CHZJD Bratislava Spartak Trnava | 5º campionato di Cecoslovacchia 1961-62 6º campionato di Cecoslovacchia 1961-62 7º campionato di Cecoslovacchia 1961-62 13º campionato di Cecoslovacchia 1961-62 | Vincitrice Coppa di Cecoslovacchia 1961-62 |
| Italia (bandiera)         | AC Fiorentina Bologna BC Atalanta Juventus FC                               | 3º campionato d'Italia 1961-62 4º campionato d'Italia 1961-62 6º campionato d'Italia 1961-62 12º campionato d'Italia 1961-62                                     | Vincitrice Coppa Mitropa 1961              |
| Jugoslavia (bandiera)     | Partizan Beograd Vojvodina Novi Sad Dinamo Zagreb Crvena Zvezda Beograd     | Campione di Jugoslavia 1961-62 Vicecampione di Jugoslavia 1961-62 3º campionato di Jugoslavia 1961-62 4º campionato di Jugoslavia 1961-62                        |                                            |
| Ungheria (bandiera)       | Vasas Ferencváros MTK Honvéd                                                | Campione d'Ungheria 1961-62 3º campionato d'Ungheria 1961-62 5º campionato d'Ungheria 1961-62 7º campionato d'Ungheria 1961-62                                   |                                            |

## Torneo

### Fase a gironi

#### Gruppo 1
Risultati
| Squadra 1              | Totale | Squadra 2              | Andata | Ritorno |
| ---------------------- | ------ | ---------------------- | ------ | ------- |
| Spartak Hradec Králové | -      | Ferencváros            | 2 - 1  | 1 - 0   |
| Juventus FC            | -      | Dinamo Zagabria        | 4 - 1  | 1 - 2   |
| Dinamo Zagabria        | -      | Ferencváros            | 2 - 0  | 5 - 1   |
| Juventus FC            | -      | Spartak Hradec Králové | 3 - 2  | 0 - 2   |
| Juventus FC            | -      | Ferencváros            | 1 - 0  | 1 - 1   |
| Spartak Hradec Králové | -      | Dinamo Zagabria        | 3 - 2  | 1 - 2   |

Classifica
| Squadra                | P.ti | G | V | P | S | GF | GS | DR |
| ---------------------- | ---- | - | - | - | - | -- | -- | -- |
| Dinamo Zagabria        | 8    | 6 | 4 | 0 | 2 | 14 | 10 | +4 |
| Spartak Hradec Králové | 8    | 6 | 4 | 0 | 2 | 11 | 8  | +3 |
| Juventus FC            | 7    | 6 | 3 | 1 | 2 | 10 | 8  | +2 |
| Ferencváros            | 1    | 6 | 0 | 1 | 5 | 3  | 12 | -9 |

#### Gruppo 2
Risultati
| Squadra 1        | Totale | Squadra 2        | Andata | Ritorno |
| ---------------- | ------ | ---------------- | ------ | ------- |
| Partizan Beograd | -      | Baník Ostrava    | 2 - 2  | 1 - 1   |
| BC Atalanta      | -      | MTK              | 0 - 0  | 1 - 1   |
| BC Atalanta      | -      | Partizan Beograd | 3 - 3  | 2 - 2   |
| MTK              | -      | Baník Ostrava    | 4 - 2  | 1 - 3   |
| Baník Ostrava    | -      | BC Atalanta      | 0 - 0  | 2 - 8   |
| Partizan Beograd | -      | MTK              | 2 - 1  | 1 - 4   |

Classifica
| Squadra          | P.ti | G | V | P | S | GF | GS | DR |
| ---------------- | ---- | - | - | - | - | -- | -- | -- |
| BC Atalanta      | 7    | 6 | 1 | 5 | 0 | 14 | 8  | +6 |
| MTK              | 6    | 6 | 2 | 2 | 2 | 11 | 9  | +2 |
| Partizan Beograd | 6    | 6 | 1 | 4 | 1 | 11 | 13 | -2 |
| Baník Ostrava    | 5    | 6 | 1 | 3 | 2 | 10 | 16 | -6 |

#### Gruppo 3
Risultati
| Squadra 1               | Totale | Squadra 2               | Andata | Ritorno |
| ----------------------- | ------ | ----------------------- | ------ | ------- |
| Slovan CHZJD Bratislava | -      | Honvéd                  | 1 - 2  | 2 - 1   |
| Bologna                 | -      | Crvena Zvezda Beograd   | 2 - 1  | 2 - 4   |
| Crvena Zvezda Beograd   | -      | Honvéd                  | 1 - 0  | 3 - 2   |
| Bologna                 | -      | Slovan CHZJD Bratislava | 3 - 0  | 1 - 2   |
| Slovan CHZJD Bratislava | -      | Crvena Zvezda Beograd   | 1 - 0  | 2 - 2   |
| Bologna                 | -      | Honvéd                  | 2 - 1  | 5 - 1   |

Classifica
| Squadra                 | P.ti | G | V | P | S | GF | GS | DR |
| ----------------------- | ---- | - | - | - | - | -- | -- | -- |
| Bologna                 | 8    | 6 | 4 | 0 | 2 | 15 | 9  | +6 |
| Crvena Zvezda Beograd   | 7    | 6 | 3 | 1 | 2 | 11 | 9  | +2 |
| Slovan CHZJD Bratislava | 7    | 6 | 3 | 1 | 2 | 8  | 9  | -1 |
| Honvéd                  | 2    | 6 | 1 | 0 | 5 | 7  | 14 | -7 |

#### Gruppo 4
Risultati
| Squadra 1          | Totale | Squadra 2          | Andata | Ritorno |
| ------------------ | ------ | ------------------ | ------ | ------- |
| Vojvodina Novi Sad | -      | Spartak Trnava     | 0 - 1  | 0 - 0   |
| AC Fiorentina      | -      | Vasas              | 0 - 0  | 1 - 3   |
| AC Fiorentina      | -      | Vojvodina Novi Sad | 0 - 1  | 2 - 2   |
| Vasas              | -      | Spartak Trnava     | 5 - 0  | 2 - 2   |
| Vasas              | -      | Vojvodina Novi Sad | 3 - 0  | 3 - 1   |
| AC Fiorentina      | -      | Spartak Trnava     | 4 - 3  | 6 - 1   |

Classifica
| Squadra            | P.ti | G | V | P | S | GF | GS | DR  |
| ------------------ | ---- | - | - | - | - | -- | -- | --- |
| Vasas              | 10   | 6 | 4 | 2 | 0 | 16 | 4  | +12 |
| AC Fiorentina      | 6    | 6 | 2 | 2 | 2 | 13 | 10 | +3  |
| Vojvodina Novi Sad | 4    | 6 | 1 | 2 | 3 | 4  | 9  | -5  |
| Spartak Trnava     | 4    | 6 | 1 | 2 | 3 | 7  | 17 | -10 |

### Fase a eliminazione diretta

#### Semifinali
| Squadra 1     | Totale | Squadra 2 | Andata | Ritorno |
| ------------- | ------ | --------- | ------ | ------- |
| BC Atalanta   | 2 - 3  | Vasas     | 1 - 0  | 1 - 3   |
| Dinamo Zagreb | 2 - 3  | Bologna   | 1 - 1  | 1 - 2   |

#### Finale
| Squadra 1 | Totale | Squadra 2 | Andata | Ritorno |
| --------- | ------ | --------- | ------ | ------- |
| Vasas     | 6 - 3  | Bologna   | 5 - 1  | 1 - 2   |

## Classifica marcatori
|  | Gol | Marcatore              | Squadra                |
|  | --- | ---------------------- | ---------------------- |
|  | 11  | Harald Nielsen         | Bologna                |
|  | 8   | Kurt Hamrin            | AC Fiorentina          |
|  | 8   | László Pál             | Vasas                  |
|  | 7   | Slaven Zambata         | Dinamo Zagreb          |
|  | 7   | Dezső Bundzsák         | Vasas                  |
|  | 6   | Dino da Costa          | BC Atalanta            |
|  | 5   | Miroslav Wiecek        | Baník Ostrava          |
|  | 5   | Ferenc Machos          | Vasas                  |
|  | 4   | Gino Stacchini         | Juventus FC            |
|  | 4   | Kurt Christensen       | BC Atalanta            |
|  | 4   | Héctor Demarco         | Bologna                |
|  | 3   | Ivan Rudich            | Dinamo Zagreb          |
|  | 3   | Zoran Prljinčević      | Crvena Zvezda Beograd  |
|  | 3   | Valerian Shvets        | Spartak Trnava         |
|  | 3   | Milousz Kwachek        | Spartak Hradec Králové |
|  | 3   | László Bödör           | MTK                    |
|  | 3   | Branislav Mikhailovich | Partizan Beograd       |
|  | 3   | Laszlo Höder           | MTK                    |
|  | 3   | Humberto Rosa          | Juventus FC            |
|  | 3   | Luciano Magistrelli    | BC Atalanta            |